# 轮叶绿绒蒿
轮叶绿绒蒿（学名：Meconopsis integrifolia var. uniflora）为罂粟科绿绒蒿属下的一个变种。

## 扩展阅读
- 維基物種上的相關：轮叶绿绒蒿